# Leslie-Vanessa Lill
Leslie-Vanessa Lill (* 15. Juli 1994 in München) ist eine deutsche Schauspielerin und Synchronsprecherin.

## Leben
Lill wuchs als Tochter eines Tonmeisters und Sprechers und einer Maskenbildnerin in München auf. Bereits im Alter von vier Jahren stand sie erstmals für einen Werbespot für Suppe vor der Kamera. Durch ihre Mutter lernte sie die Arbeit bei Fernsehproduktionen kennen und überredete sie, auch bei einem Casting mitmachen zu dürfen. Mit sechs Jahren gab sie schließlich ihr Debüt als Lani Gutmann in Matthias Steurers Fernsehdrama  … und plötzlich wird es dunkel in meinem Leben (2001).
Sie erhielt klassischen Ballettunterricht und drehte meist während der Schulferien. Nach Abschluss ihres Abiturs an einem musischen Gymnasium arbeitet sie kontinuierlich als Schauspielerin und Synchronsprecherin. Sie lieh unter anderem Georgie Henley in den „Die Chroniken von Narnia“-Filmen Prinz Kaspian von Narnia (2008) und Die Reise auf der Morgenröte (2010) ihre Stimme. Von 2011 bis 2019 synchronisierte sie Jessica Henwick in ihrer Rolle als Nymeria Sand in der US-amerikanischen Fantasy-Fernsehserie Game of Thrones. Sie war bislang (Stand: 2024) an über 300 Synchronisationen beteiligt.
2018 übernahm Lill in dem Ableger In aller Freundschaft – Die Krankenschwestern die durchgehende Hauptrolle der Krankenschwester Jasmin Hatem, die bis zur Einstellung der Serie im Jahr 2021 verkörperte. Diese Rolle spielte sie auch in wenigen Folgen in In aller Freundschaft – Die jungen Ärzte. Ab Mai 2019 (Folge 853) setzte sie ihre Rolle als Nebenrolle in der Funktion als Schwester der chirurgischen Station in der Hauptserie In aller Freundschaft fort. Im Juli 2024 stieg sie in Folge 1059 aus der Serie aus.
Leslie-Vanessa Lill lebt in ihrer Geburtsstadt München.

## Filmografie
- 2001: … und plötzlich wird es dunkel in meinem Leben (Fernsehfilm)
- 2002: Family Affairs – Gier nach Glück (Fernsehfilm)
- 2002: Santa Claudia (Fernsehfilm)
- 2003: In der Mitte eines Lebens (Fernsehfilm)
- 2005: Ausgerechnet Weihnachten (Fernsehfilm)
- 2006: Stunde der Entscheidung (Fernsehfilm)
- 2006: Tramitz and Friends (Episodenrolle)
- 2006: Ausgerechnet Fußball (Fernsehfilm)
- 2006: Rettet die Weihnachtsgans (Fernsehfilm)
- 2009: Um Himmels Willen (2 Folgen)
- 2009: Blondinenträume (Fernsehfilm)
- 2009: KRIMI.DE (Fernsehserie, Folge Netzangriff)
- 2010: Meine Mutter, Heinrich und ich (Fernsehfilm)
- 2010: Die Dorfhelferin (Fernsehfilm)
- 2011: Trennung inklusive (Fernsehfilm)
- 2011: Für immer Frühling (Fernsehfilm)
- 2011: Familie macht glücklich (Fernsehfilm)
- 2013: Familie inklusive (Fernsehfilm)
- 2013: Vorzimmer zur Hölle – Plötzlich Boss (Fernsehfilm)
- 2013: Pass gut auf ihn auf! (Fernsehfilm)
- 2015: Lena Lorenz – Willkommen im Leben (Fernsehfilm)
- 2015: Abschussfahrt
- 2018, 2023, 2025: In aller Freundschaft – Die jungen Ärzte (Fernsehserie, 3 Folgen)
- 2018–2021: In aller Freundschaft – Die Krankenschwestern (Fernsehserie, 16 Folgen)
- 2019–2024, 2025: In aller Freundschaft (Fernsehserie)
- 2019: Singles’ Diaries
- 2024: Alle Jahre wieder (Fernsehfilm)

## Synchronisation (Auswahl)
Georgie Henley
- 2008: als Lucy Pevensie in Die Chroniken von Narnia: Prinz Kaspian von Narnia
- 2010: als Lucy Pevensie in Die Chroniken von Narnia: Die Reise auf der Morgenröte

Stefanie Scott
- 2011: als Emma (jung) in Freundschaft Plus
- 2015: als Quinn Brenner in Insidious: Chapter 3 – Jede Geschichte hat einen Anfang

Hisako Kanemoto
- 2016: als Ami Mizuno/Sailor Mercury in Sailor Moon Crystal
- 2021: als Ami Mizuno/Sailor Mercury in Sailor Moon Eternal
- 2024: als Ami Mizuno/Sailor Mercury in Sailor Moon Cosmos

### Filme
- 2012: Mary Matilyn Mouser als Emma Reynolds / Savannah O’Neil in Beste FReinde
- 2013: Kirby Bliss Blanton als Amy in The Green Inferno
- 2016: Ophelia Lovibond als Emma in The Autopsy of Jane Doe

### Serien
- 2008: Lydia Jordan als Alice Cain in Kidnapped – 13 Tage Hoffnung
- 2008: Marny Kennedy als Taylor in Meine peinlichen Eltern
- 2011–2019: Jessica Henwick als Nymeria Sand in Game of Thrones
- 2015–2018: Veronica Dunne als Marisa in K.C. Undercover
- 2016–2018: Malena Ratner als Delfina „Delfi“ Alzamendi in Soy Luna
- 2018–2019: Jessica Garza als Penelope Guerrero in The Purge – Die Säuberung
- 2018: Azusa Tadokoro als Luculia Marlborough in Violet Evergarden
- 2018: Kaori Ishihara als Hitomi Tsukishiro in Iroduku: Die Welt in allen Farben
- 2020: Nathalie Morris als Emma Ryder in One Lane Bridge
- 2020–2022: Reign Edwards als Rachel Reid in The Wilds